# Navajo County
Das Navajo County ist ein County im Nordosten des US-Bundesstaates Arizona. Der Sitz der Countyverwaltung (County Seat) ist in Holbrook.

## Geographie
Das County hat eine Fläche von 25.778 Quadratkilometern, davon 16 Quadratkilometer Wasserfläche.
Der größte Teil des Gebietes gehört auch zur Navajo Nation Reservation.

## Geschichte
Das County wurde am 21. März 1895 gebildet und nach den Navajo benannt.

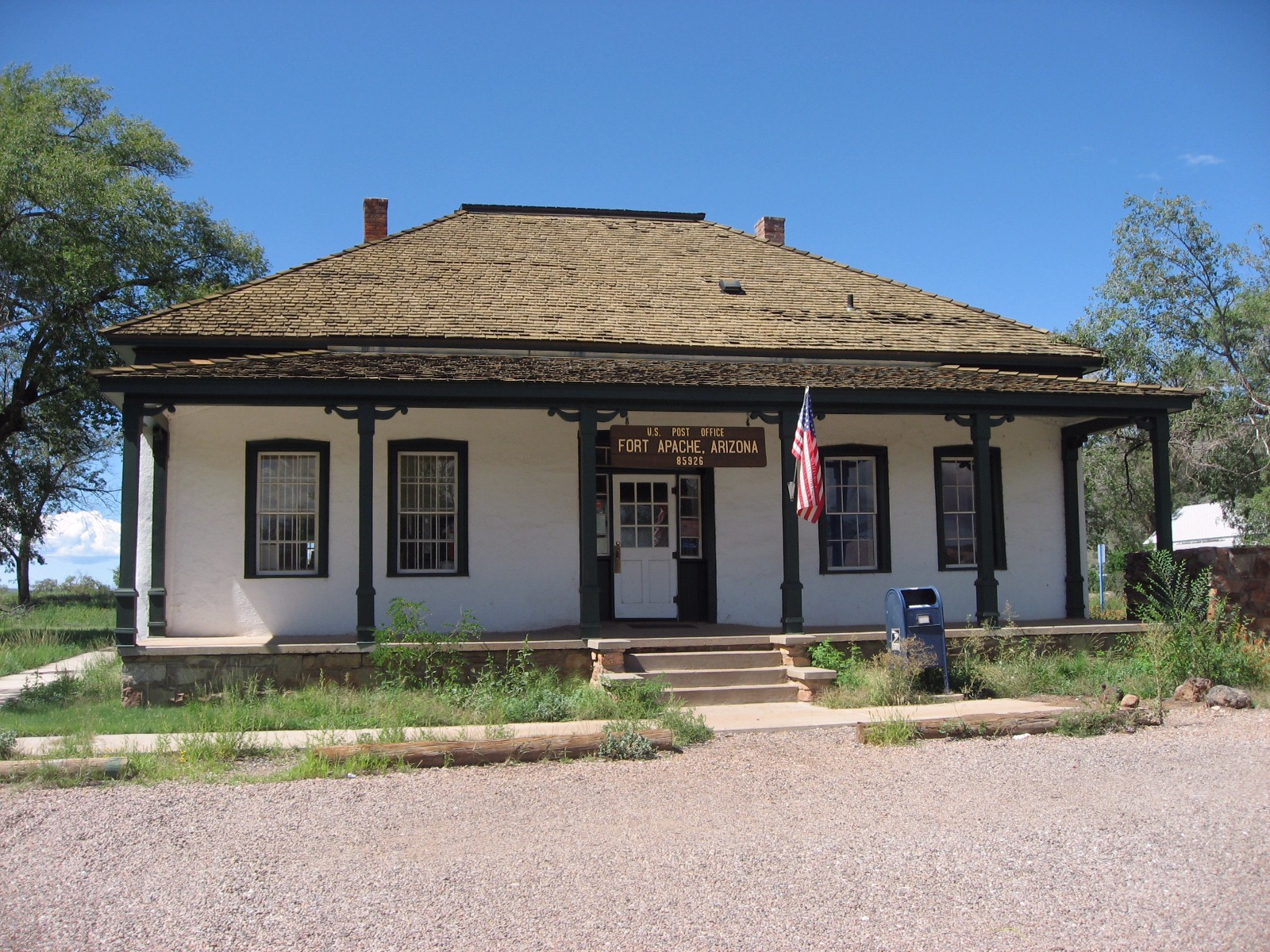
Der Fort Apache Historic District ist seit März 2012 als National Historic Landmark anerkannt.

55 Bauwerke, Stätten und historische Bezirke (Historic Districts) des Countys sind im National Register of Historic Places („Nationales Verzeichnis historischer Orte“; NRHP) eingetragen (Stand 4. Februar 2022), darunter haben der Fort Apache Historic District, die Awatovi Ruins und Old Oraibi den Status von National Historic Landmarks („Nationale historische Wahrzeichen“).

## Demografische Daten
Nach der Volkszählung im Jahr 2000 lebten im Navajo County 97.470 Menschen. Es gab 30.043 Haushalte und 23.073 Familien. Die Bevölkerungsdichte betrug 4 Einwohner pro Quadratkilometer. Ethnisch betrachtet setzte sich die Bevölkerung zusammen aus 45,91 % Weißen, 0,88 % Afroamerikanern, 47,74 % amerikanischen Ureinwohnern, 0,33 % Asiaten, 0,05 % Bewohnern aus dem pazifischen Inselraum und 3,15 % aus anderen ethnischen Gruppen; 1,94 % stammten von zwei oder mehr ethnischen Gruppen ab. 8,22 % Prozent der Bevölkerung waren spanischer oder lateinamerikanischer Abstammung.
Von den 30.043 Haushalten hatten 40,50 % Prozent Kinder und Jugendliche unter 18 Jahre, die bei ihnen lebten. 55,50 % Prozent waren verheiratete, zusammenlebende Paare, 16,30 % Prozent waren allein erziehende Mütter, 23,20 % Prozent waren keine Familien. 19,90 % waren Singlehaushalte und in 7,20 % lebten Menschen im Alter von 65 Jahren oder darüber. Die Durchschnittshaushaltsgröße betrug 3,17 und die durchschnittliche Familiengröße lag bei 3,68 Personen.
Auf das gesamte County bezogen setzte sich die Bevölkerung zusammen aus 35,40 % Einwohnern unter 18 Jahren, 8,80 % zwischen 18 und 24 Jahren, 25,30 % zwischen 25 und 44 Jahren, 20,40 % zwischen 45 und 64 Jahren und 10,00 % waren 65 Jahre alt oder darüber. Das Durchschnittsalter betrug 30 Jahre. Auf 100 weibliche Personen kamen 98,70 männliche Personen, auf 100 Frauen im Alter ab 18 Jahren kamen statistisch 97,20 Männer.
Das jährliche Durchschnittseinkommen eines Haushalts betrug 28.569 USD, das Durchschnittseinkommen der Familien betrug 32.409 USD. Männer hatten ein Durchschnittseinkommen von 30.509 USD, Frauen 21.621 USD. Das Prokopfeinkommen betrug 11.609 USD. 29,50 % der Bevölkerung und 23,40 % der Familien lebten unterhalb der Armutsgrenze. 36,60 % davon sind unter 18 Jahre und 20,30 % sind 65 Jahre oder älter.

## Orte im Navajo County
Im Navajo County liegen sechs Gemeinden, davon drei Cities und drei Towns. Zu Statistikzwecken führt das U.S. Census Bureau 32 Census-designated places, die dem County unterstellt sind und keine Selbstverwaltung besitzen. Diese sind wie die Unincorporated Communities gemeindefreies Gebiet.

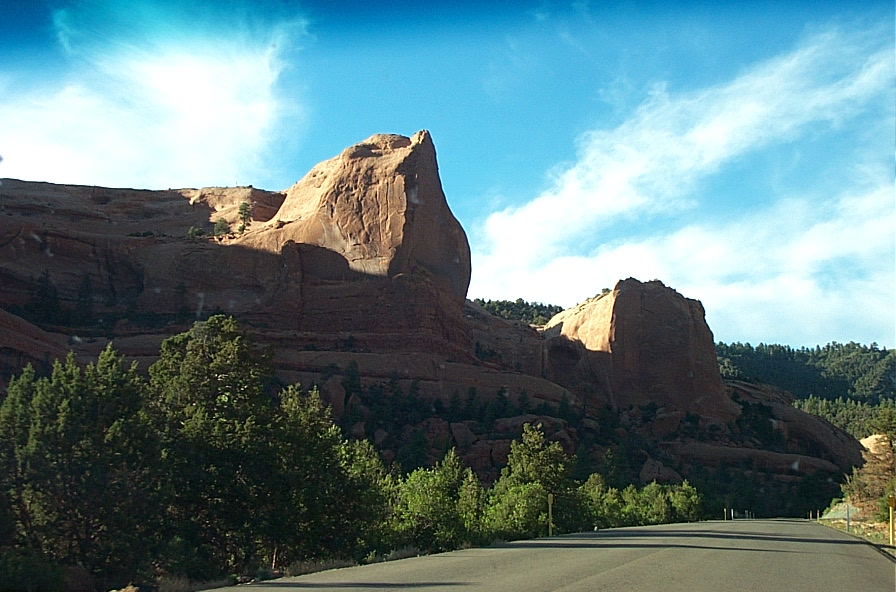
Der Buffalo Pass an der Indian Route 13 in den Lukachukai Mountains

| Cities - Holbrook - Show Low - Winslow | Towns - Pinetop-Lakeside - Snowflake - Taylor |

Census-designated places
| - Chilchinbito - Cibecue - Clay Springs - Dilkon - East Fork | - First Mesa - Fort Apache - Greasewood - Heber-Overgaard - Hotevilla-Bacavi | - Indian Wells - Jeddito - Joseph City - Kayenta - Keams Canyon | - Kykotsmovi Village - Lake of the Woods - Linden - McNary 1 - Kykotsmovi Village | - Linden - Oljato-Monument Valley - Pinedale - Pinon - Second Mesa | - Shongopovi - Shonto - Sun Valley - White Mountain Lake - Whiteriver | - Winslow West 2 - Woodruff |

Unincorporated Communities
| - Aponi-vi - Aripine - Arntz - Baby Rocks - Bacavi - Bell - Betatakin Overlook | - Bidahochi - Burton - Castle Butte - Cedar Springs - Chakpahu - Cibecue Creek - Goodwater | - Grasshopper - Hano - Hard Rocks - Headquarters - Hibbard - Huk Ovi - Indian Pine | - Kawaika-A - Manila - Mumurva - Na Ah Tee - Navajo Gospel Mission - Navajo Mountain - Oraibi | - Penzance - Pink Arrow - Pivahn-hon-kya-pi - Polacca - Robinson Trail Crossing - Roundy Crossing - Shumway | - Silver Creek - Sipaulovi - Smoke Signal - Sponseller - Sunset - Tsegi - Twin Buttes | - Ubank Place - Wepo Village - White Mountain Lakes Estates |

## Schutzgebiete
| - Apache-Sitgreaves National Forest (partiell) - Fool Hollow Lake Recreation Area - Homolovi Ruins State Park | - Navajo National Monument - Petrified Forest National Park (partiell) |